# アンリ・コック

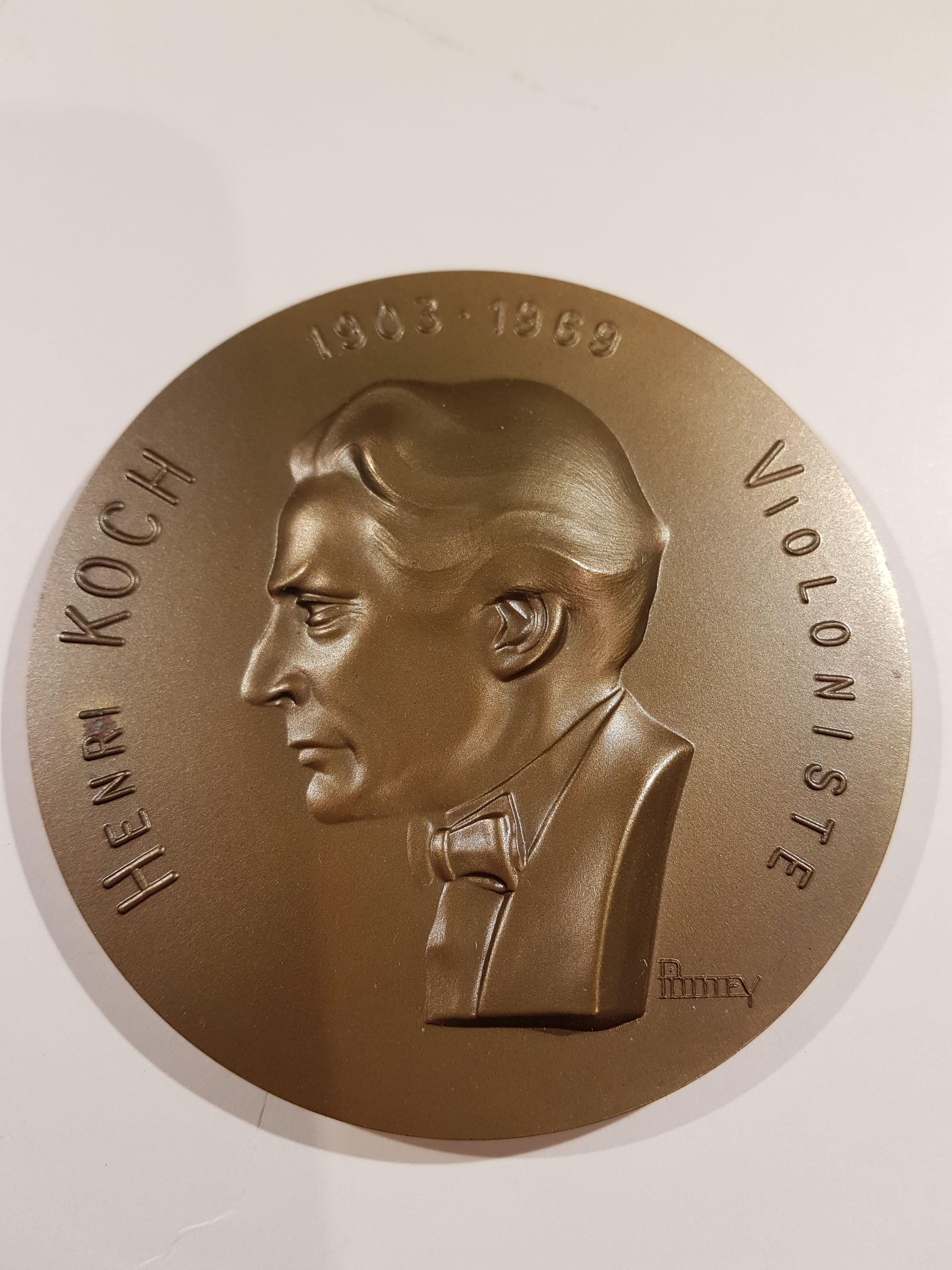
肖像付き記念メダル

フランソワ＝アンリ・コック（François-Henri Koch, 1903年7月10日 - 1969年6月2日）は、ベルギーのヴァイオリン奏者。
リエージュの生まれ。幼少期より地元の歌劇場のコンサートマスターだったジョゼ・クイティンにヴァイオリンを学び、1914年にはリエージュ王立音楽院に入学してマルセル・ルジューヌとオスカー・ドッシンの薫陶を受けた。音楽院を卒業後、1923年から映画館のオーケストラのヴァイオリン奏者としてキャリアを始めたが、1924年にはジョゼフ・ベック、ジャン・ロジステル、リディア・ロジステル＝ショアとでリエージュ四重奏団を結成。1925年から1938年までリエージュ王立歌劇場のコンサートマスターを歴任した。1947年から亡くなるまでリエージュ交響楽団のコンサートマスターを務めた。
1932年から1967年までは母校のリエージュ王立音楽院で後進の指導にも当たり、シャルル・ジョンゲン等を育てた。
リエージュにて没。